# Зея (город)
Зея — город в Амурской области России, административный центр Зейского района, в состав которого не входит, административно-территориальная единица город областного подчинения Зея и муниципальное образование городской округ город Зея.
Население 18 864 чел. (2023), площадь городского округа 45 км².

## География
Город расположен на севере Амурско-Зейской равнины, на правом берегу реки Зеи, в 660 км от её устья, у южных склонов хребта Тукурингра.

## История
Был основан в 1879 году как перевалочный пункт Верхне-Амурской золотодобывающей компании Зейский Склад. С момента получения статуса города, с 1906 по 1913 годы — Зея-Пристань.

## Население
| 1906    | 1907    | 1908    | 1909    | 1910    | 1913    | 1931    | 1939    | 1959    | 1970    | 1979    |
| ------- | ------- | ------- | ------- | ------- | ------- | ------- | ------- | ------- | ------- | ------- |
| 1714    | ↗3295   | ↗5963   | ↘5170   | ↗5354   | ↗7400   | ↘6000   | ↗8939   | ↘7119   | ↗16 684 | ↗28 980 |
| 1989    | 1990    | 1995    | 2000    | 2001    | 2002    | 2003    | 2004    | 2005    | 2006    | 2007    |
| ↗31 955 | ↗32 467 | ↘31 376 | ↘29 016 | ↘28 600 | ↘27 795 | ↘27 700 | ↘27 600 | ↘27 400 | ↘27 300 | ↘27 200 |
| 2008    | 2009    | 2010    | 2011    | 2012    | 2013    | 2014    | 2015    | 2016    | 2017    | 2018    |
| ↘27 000 | ↘26 805 | ↘24 986 | ↘24 978 | ↘24 665 | ↘24 367 | ↘24 082 | ↘23 966 | ↘23 734 | ↘23 505 | ↘23 270 |
| 2019    | 2020    | 2021    | 2023    |         |         |         |         |         |         |         |
| ↘23 093 | ↘22 984 | ↘19 414 | ↘18 864 |         |         |         |         |         |         |         |

На 1 января 2025 года по численности населения город находился на 691-м месте из 1124 городов Российской Федерации.

## Инфраструктура
В городе было 5 общеобразовательных школ, одна из которых называется лицеем, а другая — центром образования, 1 музыкальная школа, медицинское училище, а также Покровский горный колледж, созданный в ходе реорганизации профессионального училища № 28.
В городе имеются дворец культуры «Энергетик», дом детского творчества «Ровесник», краеведческий музей и единственный в области музей истории золотодобычи. Действует народный театр.

## Экономика
Ведущая роль в экономике Зеи принадлежит электроэнергетике. Зейская ГЭС является второй по величине после Бурейской ГЭС на Дальнем Востоке России, ежегодно вырабатывая от 4 до 6 млрд киловатт-часов электроэнергии.
Другие отрасли промышленности: добыча золота, лесная промышленность.

## Климат
Город Зея приравнен к районам Крайнего Севера. Преобладает резко континентальный климат.
- Среднегодовая температура воздуха: −0,8 °C.
- Относительная влажность воздуха: 74,3 %.
- Средняя скорость ветра: 1,6 м/с.

| Среднесуточная температура воздуха в Зее по данным NASA | Среднесуточная температура воздуха в Зее по данным NASA | Среднесуточная температура воздуха в Зее по данным NASA | Среднесуточная температура воздуха в Зее по данным NASA | Среднесуточная температура воздуха в Зее по данным NASA | Среднесуточная температура воздуха в Зее по данным NASA | Среднесуточная температура воздуха в Зее по данным NASA | Среднесуточная температура воздуха в Зее по данным NASA | Среднесуточная температура воздуха в Зее по данным NASA | Среднесуточная температура воздуха в Зее по данным NASA | Среднесуточная температура воздуха в Зее по данным NASA | Среднесуточная температура воздуха в Зее по данным NASA | Среднесуточная температура воздуха в Зее по данным NASA |
| Янв                                                     | Фев                                                     | Мар                                                     | Апр                                                     | Май                                                     | Июн                                                     | Июл                                                     | Авг                                                     | Сен                                                     | Окт                                                     | Ноя                                                     | Дек                                                     | Год                                                     |
| −24,2 °C                                                | −18,4 °C                                                | −8,8 °C                                                 | 2,3 °C                                                  | 10,6 °C                                                 | 17,5 °C                                                 | 20,4 °C                                                 | 17,5 °C                                                 | 10,2 °C                                                 | −0,4 °C                                                 | −14,5 °C                                                | −23,4 °C                                                | −0,8 °C                                                 |
| ------------------------------------------------------- | ------------------------------------------------------- | ------------------------------------------------------- | ------------------------------------------------------- | ------------------------------------------------------- | ------------------------------------------------------- | ------------------------------------------------------- | ------------------------------------------------------- | ------------------------------------------------------- | ------------------------------------------------------- | ------------------------------------------------------- | ------------------------------------------------------- | ------------------------------------------------------- |

| Показатель                                                                                      | Янв.  | Фев.  | Март  | Апр.  | Май  | Июнь | Июль | Авг. | Сен. | Окт. | Нояб. | Дек.  | Год   |
| ----------------------------------------------------------------------------------------------- | ----- | ----- | ----- | ----- | ---- | ---- | ---- | ---- | ---- | ---- | ----- | ----- | ----- |
| Абсолютный максимум, °C                                                                         | −0,5  | 7,2   | 13,9  | 25,3  | 34,0 | 34,7 | 40,0 | 35,5 | 28,1 | 21,0 | 6,2   | −1    | 40,0  |
| Средний суточный максимум, °C                                                                   | −20,2 | −13,2 | −3,6  | 7,4   | 16,8 | 23,8 | 26,1 | 23,2 | 16,2 | 5,1  | −10,7 | −20   | 4,3   |
| Средняя температура, °C                                                                         | −25,9 | −20,2 | −10,2 | 1,6   | 10,3 | 17,1 | 20,0 | 17,1 | 9,8  | −0,9 | −16,4 | −25,1 | −1,8  |
| Средний суточный минимум, °C                                                                    | −31,7 | −27,7 | −18,5 | −5,5  | 2,5  | 9,6  | 13,4 | 10,6 | 2,9  | −7,6 | −22,7 | −30,5 | −8,7  |
| Абсолютный минимум, °C                                                                          | −47,8 | −46,1 | −38,9 | −26,1 | −8,6 | −3,9 | 2,2  | −1,5 | −10  | −30  | −42,2 | −48,9 | −48,9 |
| Норма осадков, мм                                                                               | 5     | 8     | 10    | 23    | 48   | 91   | 135  | 109  | 79   | 23   | 18    | 8     | 557   |
| Источник: Зея, Российская Федерация. Архив климатических данных. Архивировано 15 мая 2012 года. |       |       |       |       |      |      |      |      |      |      |       |       |       |

## Известные уроженцы и жители
- Кудрявцева, Анна Васильевна (1901—1988) — советский педагог, государственный деятель, заслуженный учитель школы РСФСР.
- Зудин, Владимир Михайлович (1908—1999) — советский и российский инженер-металлург, директор Магнитогорского металлургического комбината.
- Брусянин, Александр Сергеевич (1940—2008) — советский и российский архитектор, художник, заслуженный архитектор Российской Федерации.
- Гороховская, Екатерина Владимировна (род. 1976) — российская актриса театра и кино, театральный режиссёр, педагог, театральный критик, лауреат актёрской премии им. В. Стржельчика.

## Достопримечательности
- Женский Богородично-Албазинский Свято-Никольский монастырь;
- Зейский краеведческий музей;
- Музей истории строительства Зейской ГЭС.
- Стела в честь 100-летия города Зеи.

## Транспорт
Общественный городской автобусный транспорт:
- Маршрут № 4 ЛПК — Молокозавод, СХТ — Больница — Сейсмостанция.
- Маршрут № 7 Солнечный — Торговый центр — Лицей — Надежда — Галина — Белоусова — Больница — Лицей — Торговый центр — Солнечный.
- Маршрут № 8 ЛПК — ПМК — Рынок — Лицей — Сейсмостанция.
- Маршрут № 10 (Солнечный — Сейсмостанция — Торговый центр — Школа № 3 — ЦРБ — Автовокзал — Рынок — ПМК — Майский.

С городского автовокзала отправляются автобусы в Благовещенск, Свободный, Шимановск, Белогорск, Циолковский.

## Радио
- 102,8 МГц (Молчит) Европа Плюс;
- 103,4 МГц Радио России / ГТРК Амур;
- 105,4 МГц Дорожное радио;

## Пресса
- Зейские Вести Сегодня Архивная копия от 2 июня 2020 на Wayback Machine